# Herbert Henry Asquith
Herbert Henry Asquith, 1. baron Oxford i Asquith (Morley, Yorkshire, 12. rujna 1852. – Sutton Courtenay, Oxfordshire, 15. veljače 1928.) je bio premijer Ujedinjenog Kraljevstva od 1908. do 1916. godine.

## Životopis

### Rani život i početak političke karijere
Herbert Henry Asquith rođen je u Morleyu 12. rujna 1852. godine. Nakon diplomiranja na Oxfordu 1874. godine, studirao je pravo, a 1886. godine je izabran u Parlament kao Liberal. Nacionalnu prominenciju zadobio je kao mlađi odvjetnik irskog nacionalističkog vođe Charlesa Stewarta Parnella, kada je on bio pod istragom Parlamenta 1888. godine, a 1892. godine je postao tajnik premijera Gladstonea. Od 1895. do 1905. godine bio je van politike, no 1905. godine postaje ministar financija. Godine 1908. dobiva titulu najmoćnijeg čovjeka Ujedinjenog Kraljevstva, titulu premijera. Na tu poziciji došao je kao nasljednik premijera Campbell-Bannermana.

### Asquith kao premijer
Asqithov mandat kao premijer obilježen je mnogim državnim i međunarodnim krizama. Prva je počela 1909. godine kada je Kuća Lordova odbila vladin budžet, i prisilila Asquitha da krene u kampanju koja bi uništila moć veta britanskog neizbornog gornjeg doma. Nakon dugotrajne borbe uspio je u svom naumu i dobio je paragraf u Zakonu o Parlamentu iz 1911. godine. Tada je započeo s ostvarivanjem još jednog Liberalnog cilja - zakon o autonomnoj vladi Irske. Kontroverza oko ovog problema je podijelila državu na period od 3 godine. Suočen s prijetnjama oružanih pobuna protivnika domaće vlade Sjeverne Irske i otvorene podrške britanskih konzervativaca prema tim prijetnjama, Asquith je doluku odugovlačio kroz 1913. godine i kroz dobar dio 1914. godine i unatoč tome pritisak u tom vremenu je rastao. Nasilna solucija spriječena je samo radi početka Prvog svjetskog rata.

### Vodstvo u Prvom svjetskom ratu
Asquith je čvrsto vjerovao kako treba podržati Francusku protiv Njemačke, a unatoč tomr Asquith nije htio ući u rat sve dok narod ne bude zgrožen Njemačkom agresijom na neutralnu Belgiju. Kako je rat napredovao, veliki neuspjesi britanskih trupa uzrokovale su da Asquithova vlada bude meta snažnih kritika Konzervativaca i Liberala. U svibnju 1915. godine Asquith je udovoljio zahtjevima za koalicijsku vladu. U prosincu 1916. godine opozicija ga je prisila na otkaz u korist njegovog ministra rata Davida Lloyda Georgea.

### Zadnje godine
Godine 1926. njegove titule dobile su nasljednost. Herbert Henry Asquith preminuo je 15. veljače 1928. godine.

## Vanjske poveznice
- Extended entry in the 1937. - Dictionary of National Biography